# Среднее (озеро, Беломорский район)
Среднее — озеро на территории Сосновецкого сельского поселения Беломорского района Республики Карелии.

## Общие сведения
Площадь озера — 1,1 км². Располагается на высоте выше 112,2 метров над уровнем моря.
Форма озера лопастная, продолговатая: оно более чем на три километра вытянуто с северо-запада на юго-восток. Берега каменисто-песчаные, преимущественно возвышенные, местами заболоченные.
Из залива на северной стороне озера вытекает безымянная протока, впадающая в Еттозеро, из которого также вытекает протока, в свою очередь, впадающая в реку Нижнюю Охту. Последняя впадает в реку Кемь.
Код объекта в государственном водном реестре — 02020001011102000006349.